# Giacomo Leopardi
El comte Giacomo Leopardi, nascut Giacomo Taldegardo Francesco di Sales Saverio Pietro Leopardi (Recanati, 29 de juny del 1798–Nàpols, 14 de juny del 1837) va ser un poeta, filòsof, escriptor i filòleg italià. És considerat el principal poeta del romanticisme italià i una de les figures més importants de la literatura mundial. L'extraordinària qualitat lírica de la seva poesia i la profunda reflexió sobre la condició humana en fan un personatge central del panorama literari cultural europeu i internacional del moment. Entre les seves obres, hi trobem un diari en el qual sistematitzà el seu pensament i les idees rere la seva poètica: l'anomenat Zibaldone. El seu pensament filosòfic és conegut i autodenominat com a ultrafilosofia.
Fou molt estimat pel filòsof molt més posterior Arthur Schopenhauer. L'impacte de Leopardi en l'educació italiana contemporània és tal que l'obra Zibaldone és coneguda pels italians.

## Biografia
Nascut en el palau familiar de la costa adriàtica a Recanati, una vila ubicada a quatre milles de distància amb relació a Loreto, continguda en l'antiga regió de les Marques d'Ancona (província de Macerata), fou fill de dues figures paternes considerablement antagòniques: sa mare, Adelaide, descendent dels marquesos Antici, de llonga nissaga, era coneguda, d'una banda, pel seu catolicisme fervent i no era gens supersticiosa i, altrament, per la seua cobdícia patològica (de fet, li resultà joiosa la defunció d'un dels seus fills en ocasió de l'estalvi que suposava). Contràriament, el seu pare, el comte Monald, la noblesa del qual posseïa els seus orígens devers l'any 1200 (una de les més ancestrals d'Itàlia, val a dir), d'ideologia reaccionària, era un erudit local que dilapidà la fortuna familiar i assolí el seu designi de constituir una biblioteca de vasta dimensió cultural.
En el decurs dels anys pertanyents a l'apogeu napoleònic, el jove Giacomo creix juntament amb els seus germans Julià i Paolina, en un ambient presidit per la rigidesa i el pensament reaccionari, cada vegada més auster per la progressiva feblesa soferta pel patrimoni familiar, causada, al seu torn, per les especulacions financeres que el pare realitzà inadientment, i posteriorment sotmès al control rigorós de la mare, la qual aconseguí de restituir certa part de la seva esplendor precedent a còpia de nombrosos i humiliants sacrificis que imposà a fills i marit.
La instrucció cultural de Giacomo, Carlo i Paolina (dels restants set fills infantats pel matrimoni Leopardi, únicament sobrevisqué el darrer, Pierfrancesco), és duta a terme per preceptors religiosos de notable erudició: el jesuïta mexicà José Torres i Francisco Serrano, conjuntament amb els abats Sanchini i Borne, formaren als joves germans partint de l'estudi de les lletres i les ciències.

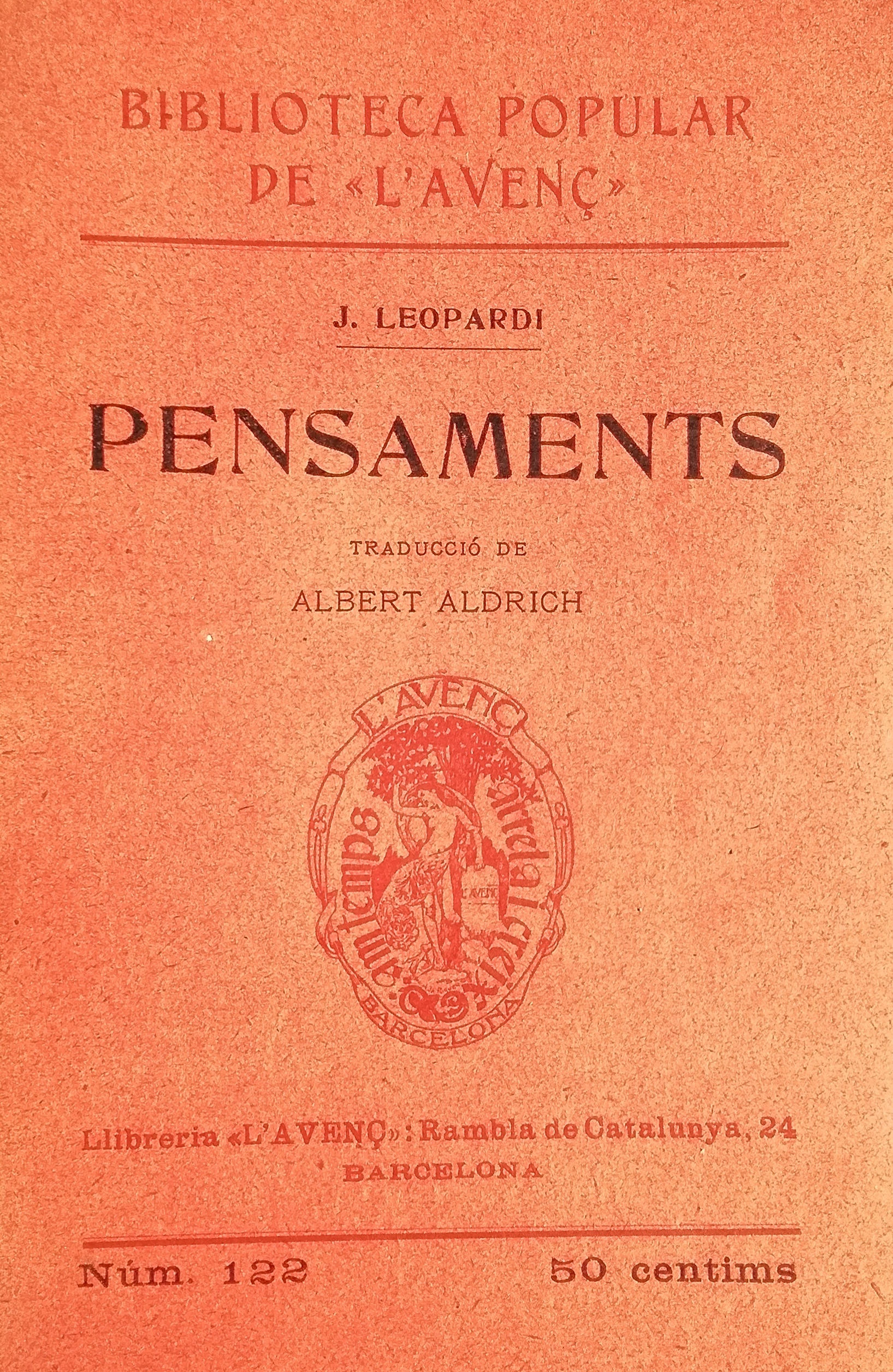
Portada de Pensaments de Giacomo Leopardi en la traducció catalana publicada a Barcelona l'any 1912

En nàixer, Giacomo posseïa una malaltia òssia congènita, fet que l'induí a emprar la seva infantesa estudiant i llegint amb gran curiositat. Als onze anys, llegeix Homer, als tretze escriu la seva primera tragèdia; als catorze, la segona: Pompeu a Egipte; als quinze compon un assaig sobre Porfiri. A tan precoç edat, guaria amb el coneixement de set llengües diferenciades i havia estudiat disciplines ben diverses: llengües clàssiques, hebreu, llengües modernes, història, filosofia, filologia, ciències naturals i astronomia. Tal exuberància en l'estudi repercutí quant al seu estat de salut: Leopardi va ser durant tota la seva existència malaltís de mena. L'any 1810 rebé la tonsura de mans del bisbe Bellini. Però la lectura dels enciclopedistes francesos destrueix de mode definitiu la seva fe religiosa. Leopardi evocarà tals jorns de la infantesa i joventut en el reconegut poema "Le ricordanze" ("Els records"). Amb motiu dels seus treballs destinats a la traducció, encetà una relació epistolar amb l'ancià humanista Pietro Giordani, que serà el seu amic i editor. El primer amor fou la cosina del pare Gertrude Cassi-Lazzari, de 27 anys, a qui dedicà el poema "Il primo amore" ("El primer amor").
Escrigué un tractat d'astronomia i un poema en grec antic excel·lent quant a institució lèxica i morfològica es refereix. El culte de la glòria dels herois antics menà Leopardi a abastar gèneres diferents: als disset compongué un assaig, Sobre els errors populars dels antics; acomplerts els dinou, inicià el seu quadern d'apunts Zibaldone dei pensieri, company ineludible fins al 1832; als vint, compongué els primers poemes verament madurs de la seva producció, a més de Sobre el monument a Dant. L'any següent, malalt de la vista, que perdia progressivament, i espiritualment posseït per un pessimisme còsmic, tracta vanament de fugir de Recanati, i ho aconsegueix humiliat quan descobreix que el seu pare interceptava la correspondència establerta amb el patriota liberal Montani. De tal moment ençà, la vida esdevé un cercle reiterat de fugides i retorns a la ciutat on nasqué: Roma (1822 i 1823), Bolonya (1825), Milà (1825), on publica el 1827 la primera edició de les Operette morali, obra escrita l'any 1824, Florència (1830), on endegà la relació amb el seu inseparable company i primer biògraf, Antonio Ranieri, i publicà la segona edició de les Operette morali. De bell nou a Roma el 1831 i a Florència l'any 1832, viu el lapse enutjós d'aquest viatge dolorós, al llarg del qual deixa enrere projectes de treball irrealitzats (el 1828 li és oferta una càtedra a la Universitat de Bonn, que refusa) i amors impossibles: Teresa Carniani-Malvezi, o Fanny Targioni-Tozzetti. Subsisteix tot ocupant-se com a professor particular i emprenent tasques editorials.
El 1831, succeïda l'aparició de l'obra Canti (Cants), és elegit diputat de les Marques a l'Assemblea Constituent de Bolonya, però perdé la fe en el moviment liberal i renuncià a l'escó; posteriorment, propugnà una crítica envers els liberals en l'obra Paralipomeni della Batracomiomachia, 1834. El 1837 morí a la ciutat de Nàpols, on havia establert la residència quatre anys abans.

## Pensament filosòfic
La seua filosofia fou autodenominada ultrafilosofia. Es caracteritza per no haver seguit cap escola filosòfica ni haver emprat els termes de la filosofia moderna. En les seues idees no presenta una dignificació ni justificació d'allò present i passat, sinó tot el contrari: troba que la realitat del món és molt amarga. Els seus pensaments al voltant del món no els va ocultar i encobrir amb eufemismes.
La seua coneguda filosofia va consolidar-se a principis de 1823 i finals de 1824 després d'un procés iniciat el 1819.
S'ha tractat de refutar les seues idees pessimistes mitjançant fal·làcies lògiques ad personam en referir-se a les seues idees com a "reflex patològic d'una malformació del seu cos".

## Influència posterior
Il giovane favoloso, pel·lícula de 2014, es basa en la biografia de Leopardi.

## Obres
- Zibaldone (publicat pòstumament el 1900), escrit entre 1817 i 1832, consisteix en 4.526 pàgines manuscrites.[7] En aquesta obra Leopardi s'expressa mitjançant un jo líric[13] en què "s'entrecreuen diversos nivells de tristesa".[15]
- Operette morali (publicat el 1827 a Milà i el 1834 a Florència), escrit l'any 1824.[9] Aquestes obres solen portar un apèndix amb esborranys d'obretes i documents relacionats.[16]

### Traduccions al català
- Pensaments. Traducció d'Albert Aldrich. Biblioteca Popular de «L'Avenç». Barcelona, 1912.
- Cants. Versió d'Alfons Maseres. Edicions "Oasi". Barcelona, 1938.
- Cants. Traducció i notes de Narcís Comadira. Edició bilingüe. Edicions 62-Empúries. Barcelona, 2004. ISBN 8429754717.
- Obretes morals. Traducció de Rossend Arqués. Edicions Destino. Barcelona, 2001. ISBN 8497100050.